# Polonuevo
Polonuevo là một khu tự quản thuộc tỉnh Atlántico, Colombia. Thủ phủ của khu tự quản Polonuevo đóng tại Polonuevo Khu tự quản Polonuevo có diện tích 73 ki lô mét vuông. Đến thời điểm ngày 28 tháng 5 năm 2005, khu tự quản Polonuevo có dân số 11224 người.